# ملادن إرجافيك
ملادن إرجافيك (بالكرواتية: Mladen Erjavec) مواليد 8 أبريل 1970 في زغرب، جمهورية كرواتيا الاشتراكية، هو مدرب كرة سلة كرواتي ولاعب معتزل. يبلغ طوله 6 قدم 3.6 بوصة (1.9 م).

## المسيرة الاحترافية
لعب مع نادي زادار لكرة السلة في موسم 1998–1999، ثم لعب مع شارني سووبسك في موسم 2000–2001، ثم لعب مع زادار في موسم 2002–2003، ثم لعب مع نادي أفتودور ساراتوف لكرة السلة في موسم 2003–2004، ثم لعب مع نادي شيبينيك لكرة السلة في سنة 2004، ثم لعب مع أورليان لواريت في الدوري الفرنسي في موسم 2004–2005.

## روابط خارجية
- ملادن إرجافيك على موقع الدوري الأوروبي لكرة السلة (الإنجليزية)
- ملادن إرجافيك على موقع كرة السلة الأوروبية.كوم (الإنجليزية)
- ملادن إرجافيك على موقع ريلجم (الإنجليزية)
- ملادن إرجافيك على موقع بروبوليرز (الإنجليزية)
- ملادن إرجافيك على موقع سبورتس رفرنس (الإنجليزية)